# Ventilago inaequilateralis
Ventilago inaequilateralis är en brakvedsväxtart som beskrevs av Elmer Drew Merrill och Chun. Ventilago inaequilateralis ingår i släktet Ventilago och familjen brakvedsväxter. Inga underarter finns listade i Catalogue of Life.